# Station Annecy
Station Annecy is een spoorwegstation in de Franse stad Annecy.

## Treindienst
| Serie    | Treinsoort                | Route                                                                             | Bijzonderheden |
| -------- | ------------------------- | --------------------------------------------------------------------------------- | -------------- |
| TGV 6930 | TGV (SNCF)                | Paris-Lyon – Mâcon-Loché-TGV – Bourg-en-Bresse – Aix-les-Bains-Le Revard – Annecy |                |
| L2       | Léman Express (CFF, SNCF) | Coppet – Genève-Cornavin – Annemasse (– La Roche-sur-Foron (– Annecy))            |                |